# Susurluk
Susurluk là một huyện thuộc tỉnh Balıkesir, Thổ Nhĩ Kỳ. Huyện có diện tích 645 km² và dân số thời điểm năm 2007 là 42726 người, mật độ 66 người/km².